# Науково-культурологічне товариство «Бойківщина»
Науково-культурологічне товариство «Бойківщина» (акронім: НКТ «Бойківщина») — самоврядна, науково-культурологічна громадська організація з осідком у місті Дрогобич.
Товариство «Бойківщина» є спадкоємцем традицій такого ж об'єднання, яке діяло 1927–1939 в м. Самборі. Підставою для відновлення товариства на рідних землях є рішення організаційних зборів (1992) прихильників активізації систематичного дослідження регіону та сприяння розвиткові його культури і господарства.

## Історія
Ще в 1927 році гурт патріотичної української інтелігенції в місті Самборі створив Товариство «Бойківщина», члени якого почали нагромаджувати матеріали для однойменного музею. Окупувавши Західну Україну, більшовики спочатку розпустили Товариство, а відтак поступово ліквідували й музей, у якому було понад 30 тисяч експонатів. Емігранти з нашого краю в 1967 році в Канаді (Гамільтон) і США (Філадельфія) відновили Товариство «Бойківщина». Згодом філії його виникли і в інших країнах. Продовжено там і видання збірника «Літопис Бойківщини». До червня 1992 р. вийшло 52 випуски. В 1980 р. це зарубіжне об'єднання випустило в світ першу в історії регіону монографію «Бойківщина».
В часи незалежності було відроджено діяльність Товариства на теренах бойківського краю.